# Postbop
Postbop is een eclectische jazzstijl waarin bebop, avant-garde, free jazz en andere invloeden te herkennen zijn. 
Postbop is tot een vorm van kleine combo-jazz muziek geëvolueerd in de vroege en midden jaren 60. Het genre vindt zijn oorsprong in het baanbrekende werk van John Coltrane, Miles Davis, Bill Evans, Charles Mingus, Wayne Shorter en Herbie Hancock. Over het algemeen wordt met de term postbop (vaak geschreven als post-bop) verwezen naar jazz vanaf het midden van de jaren zestig, die de invloed heeft ondergaan van hardbop, modale jazz, avant-garde en free jazz, evenwel zonder onmiddellijk herkenbaar te zijn als een van deze geassimileerde genres. 

## Kenmerken
Tijdens de jaren 1950 en begin 1960 ontwikkelden een aantal musici een meer persoonlijke aanpak die putte uit eerdere stijlen, maar ook nieuwe elementen toevoegde. Hoewel er geen dominante jazzstijl uit voortkwam, wordt over deze muzikanten gezegd dat ze spelen in een postbop stijl. Postbop is synoniem geworden met de mainstream in de jazz, zeker nadat een groot aantal jonge muzikanten hun eigen persoonlijke stijl baseerden op dezelfde elementen van de postbop muzikanten uit de jaren 1950 en 1960. De term postbop is overigens van recente datum en was nog niet gangbaar in de jaren zestig. 
Modale jazz is waarschijnlijk het belangrijkste nieuwe element geïntroduceerd door postbopmuzikanten. Hierbij improviseert de muzikant over een modus, in plaats van over een reeks akkoorden. Deze methode om harmonie te organiseren staat tegenover de tonale harmonie, gebruikelijk in zowel de klassieke muziek door de eeuwen heen als in de jazz tot de eerste helft van de 20e eeuw. De klassieke compositie in deze stijl is So What van Miles Davis, die slechts twee verschillende akkoorden gebruikt voor een totaal van 32 maten.

## Bekende postbop-nummers
Veel postbop werd opgenomen door Blue Note Records. Mijlpalen waren Speak No Evil van Wayne Shorter, The Real McCoy door McCoy Tyner, Out to Lunch van Eric Dolphy, Miles Smiles van Miles Davis, Maiden Voyage van Herbie Hancock, en Search for the New Land van Lee Morgan (een artiest die doorgaans niet geassocieerd wordt met het postbop genre). De meeste postbop-musici werkten tezelfdertijd in andere genres.

## Lijst van postbopmuzikanten (selectie)
- Gilad Atzmon
- Terence Blanchard
- Carla Bley
- Ron Carter
- Tony Williams
- Cecilia Coleman
- Chick Corea
- Andrew Cyrille
- Miles Davis
- John McLaughlin
- Eldar Djangirov
- Eric Dolphy
- Antonio Farao
- Kenny Garrett
- Charlie Haden
- Jim Hall
- Herbie Hancock
- Joe Henderson
- Conrad Herwig
- Andrew Hill
- Freddie Hubbard
- Bobby Hutcherson
- Milt Jackson
- Keith Jarrett
- Howard Johnson
- Rahsaan Roland Kirk
- Harold Land
- Wilbur Little
- Joe Lovano
- Cecil McBee
- Branford Marsalis
- Wynton Marsalis
- Pat Metheny
- Charles Mingus
- Lewis Nash
- Junko Onishi
- Art Pepper-
- Joshua Redman
- Sonny Rollins
- Woody Shaw
- Wayne Shorter
- Alex Sipiagin
- Ira Sullivan
- McCoy Tyner
- Mal Waldron
- Phil Woods